# Laëtitia Roux

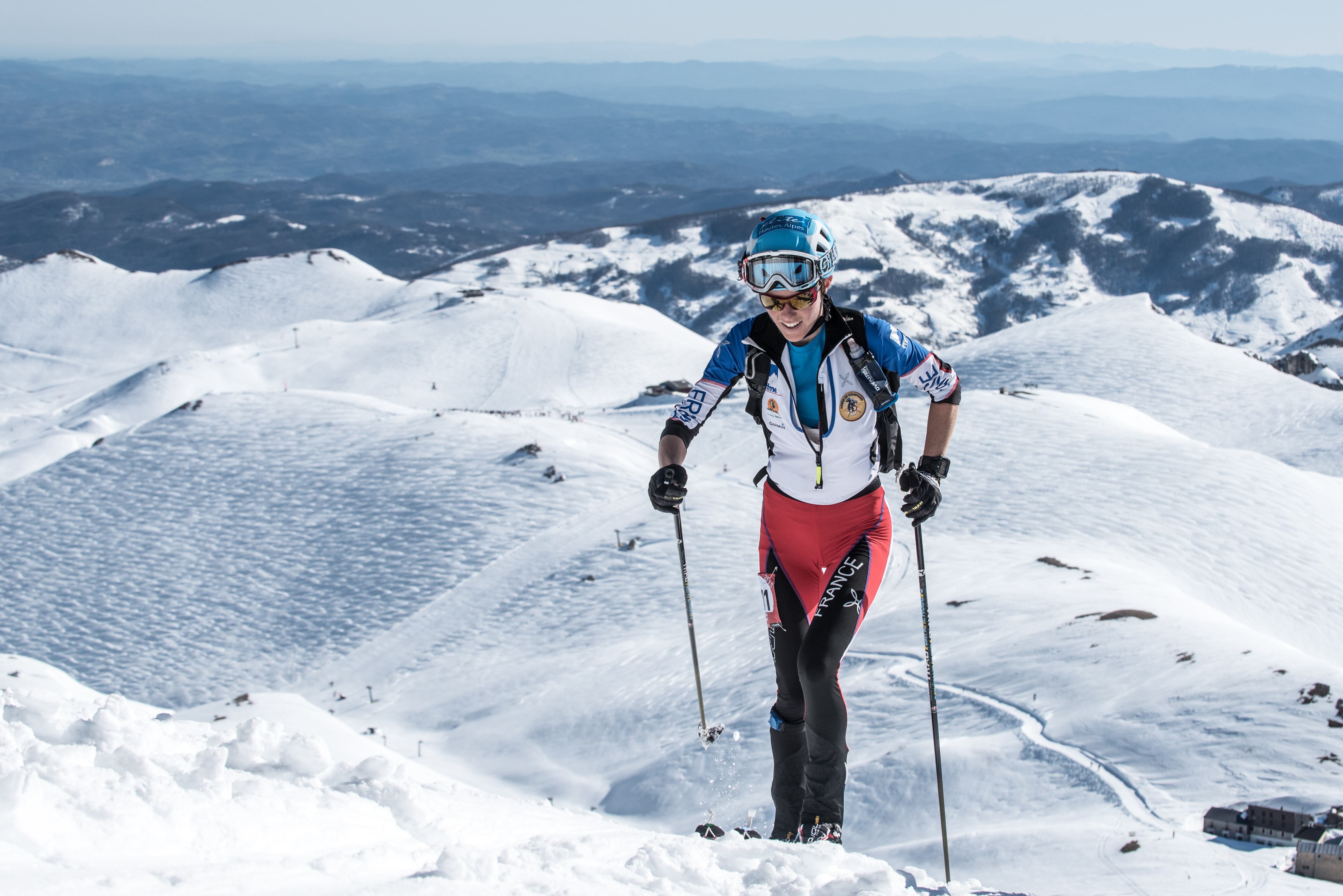
Laëtitia Roux am Prato Nevoso 2015

Laëtitia Roux  (* 21. Juni 1985 in Gap) ist eine französische Skibergsteigerin.

## Biografie
Roux begann im Alter von neun Jahren mit dem Skibergsteigen. Im Herbst 2005 trat sie über einen ebenfalls dort aktiven Bekannten der Sektion PACA der Fédération française de la montagne et de l’escalade (FFME) bei. Im Dezember nahm sie erstmals an einem Rennen teil, dem Alpi-Champsaur, wo sie den 73. Platz belegte.
Nachdem sie bereits 2006 bei der französischen Nachwuchsmeisterschaft, beim ersten Nachwuchs-Weltcup und bei der Weltmeisterschaft im Vertical Race den Meistertitel holte und bei der Weltmeisterschaft Vertical Race in der Seniorenwertung Platz 9 erzielte, konnte sie sich 2007 auch bei der französischen Meisterschaft im Skibergsteigen und im Vertical Race (auch in den Teamwettbewerben) den ersten Platz sichern. Auch bei der Europameisterschaft im gleichen Jahr belegte sie den ersten Platz im Skibergsteigen sowie im Vertical Race, zudem den zweiten Platz beim Staffelwettbewerb mit Corinne Favre und Véronique Lathuraz. In der Weltcup-Wertung erreichte sie 2007 in der Nachwuchswertung den ersten und in der Damenwertung den dritten Platz. Ebenfalls 2007 belegte sie bei der Traça Catalana den ersten Platz unter den Espoirs. Bei der Patrouille des Glaciers belegte sie 2008 zusammen mit Nathalie Bourillon und Corinne Favre den zweiten Platz, im gleichen Jahr bei der Weltmeisterschaft im Skibergsteigen den zweiten, im Vertical Race den achten Platz und bei der Pierra Menta im Team mit Nathalie Etzensperger Platz 1. Auch beim Weltcup Skibergsteigen im Val d’Aran gewann sie 2008 die Bronzemedaille in der Damenwertung.
Roux ist Mitglied im internationalen Dynafit-Team. Sie ist Studentin und lebt im Département Hautes-Alpes.